# Neu-Feffernitz
Neu-Feffernitz je naselje v Občini Špatrjan v Okraju Beljak-dežela na Koroškem v Avstriji.